# Claudio Costa
Claudio Costa, né le 22 juin 1942 à Tirana en Albanie et mort en 1995 à Gênes, est un peintre et sculpteur italien.

## Biographie
Claudio Costa naît le 22 juin 1942 à Tirana en Albanie, de parents italiens.
Il arrive en Italie en 1945 et suit une formation d'architecte à Milan. En 1960, il s'intéresse au dessin et à la peinture, et en 1964, il se rend à Paris où il s'inscrit dans l'atelier du graveur S.W. Hayter. En 1968, il s'installe à Rapallo.
Claudio Costa meurt en 1995.